# 永尾站
永尾站（日语：／ Nagao eki */?）是位於佐賀縣武雄市山內町大字犬走，九州旅客鐵道（JR九州）的佐世保線車站。

## 車站構造
車站是一座地面車站，設有2面2線的相對式月台。車站大樓在1947年（昭和22年）建成，為純木造建築物。此站的特徵是車站入口連接站前道路的通道是斜向的。車站大樓位於江北方向月台側，兩月台之間設有跨線橋連接。車站大樓旁設有車站建設紀念石碑。此站是無人車站。

### 月台
| 月台 | 路線      | 上下行 | 方向                     |
| ---- | --------- | ------ | ------------------------ |
| 1    | ■佐世保線 | 上行   | 武雄溫泉、江北、鳥栖方向 |
| 2    | ■佐世保線 | 下行   | 有田、早岐、佐世保方向   |

## 歷史
- 1942年9月30日：開設永尾信號站。
- 1949年1月15日：信號站升級至車站，永尾站啟用。
- 1987年4月1日：伴隨國鐵分割民營化，車站由九州旅客鐵道（JR九州）營運[1]。
- 2024年度：開始支援SUGOCA付款，並加設對應IC卡出、入閘的讀寫器[2]。

## 使用狀況
在2011年度，1日平均乘車人次為54人，由於每日平均使用人數一直都偏低，JR自2016年起，已不再列出本站的實際每天使用人數。
| 乘車人次變化 | 乘車人次變化 |
| 年度         | 1日平均人次  |
| ------------ | ------------ |
| 2000         | 85           |
| 2001         | 84           |
| 2002         | 82           |
| 2003         | 70           |
| 2004         | 73           |
| 2005         | 76           |
| 2006         | 76           |
| 2007         | 68           |
| 2008         | 68           |
| 2009         | 67           |
| 2010         | 63           |
| 2011         | 54           |
|              |              |
|              |              |
| 2015         | 55           |
| 2016         |              |
| 2017起       | <100         |

## 相鄰車站
九州旅客鐵道（JR九州）
■佐世保線
武雄溫泉－永尾－三間坂

## 外部連結
- JR九州永尾站 （页面存档备份，存于）（日語）